# Huara antarctica
Huara antarctica är en spindelart som först beskrevs av Lucien Berland 1931.  Huara antarctica ingår i släktet Huara och familjen Amphinectidae. Inga underarter finns listade i Catalogue of Life.